# Vater Radetzky
Vater Radetzky ist eine österreichische Stummfilmbiografie aus dem Jahre 1929 über den volkstümlichen-populären Feldmarschall Josef Wenzel Radetzky von Radetz (1766–1858) mit Karl Forest in der Titelrolle. Seine Gegenspielerin wurde von Agnes von Esterhazy verkörpert. Regie führte Karl Leiter.

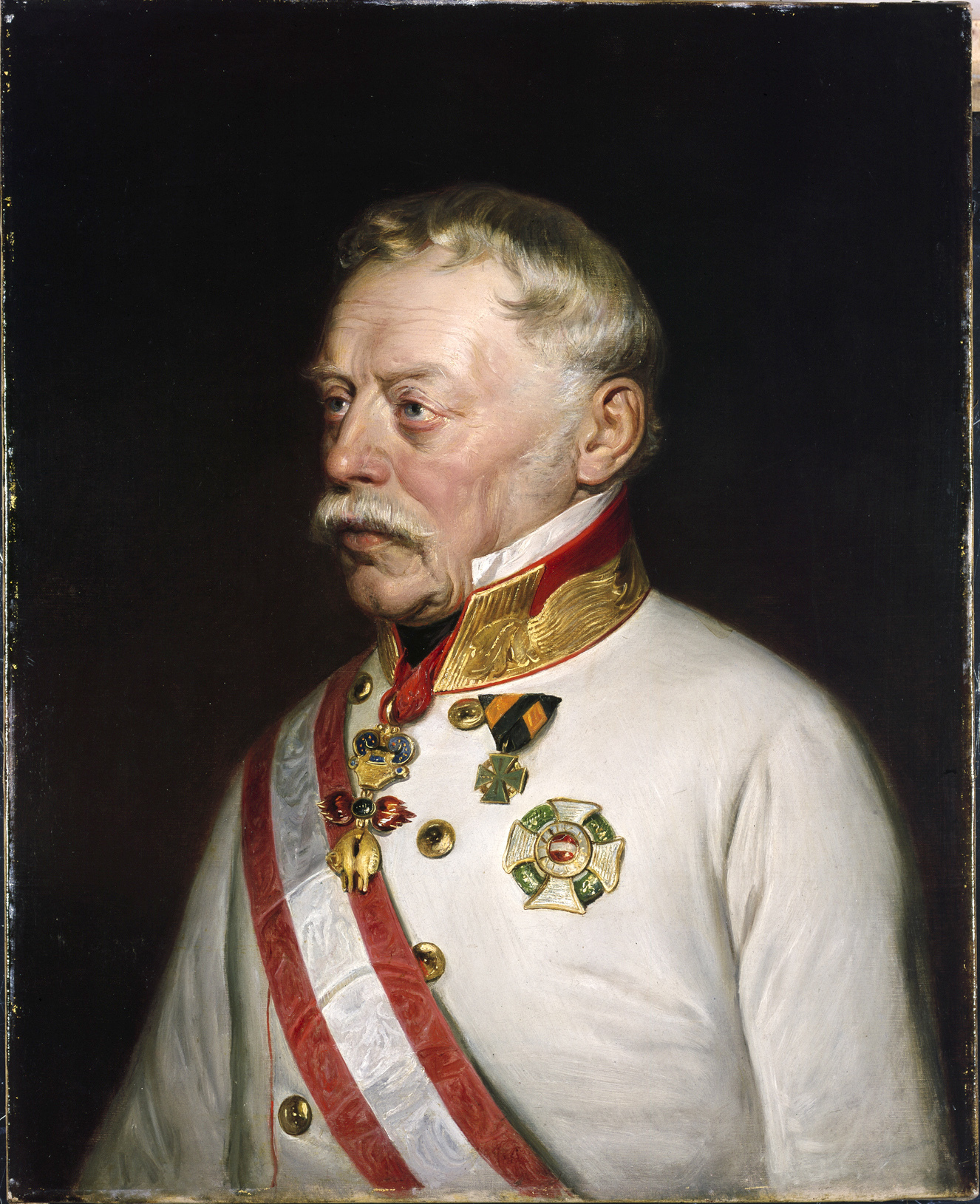
Josef Graf Radetzky, Ölgemälde von Georg Decker, um 1850

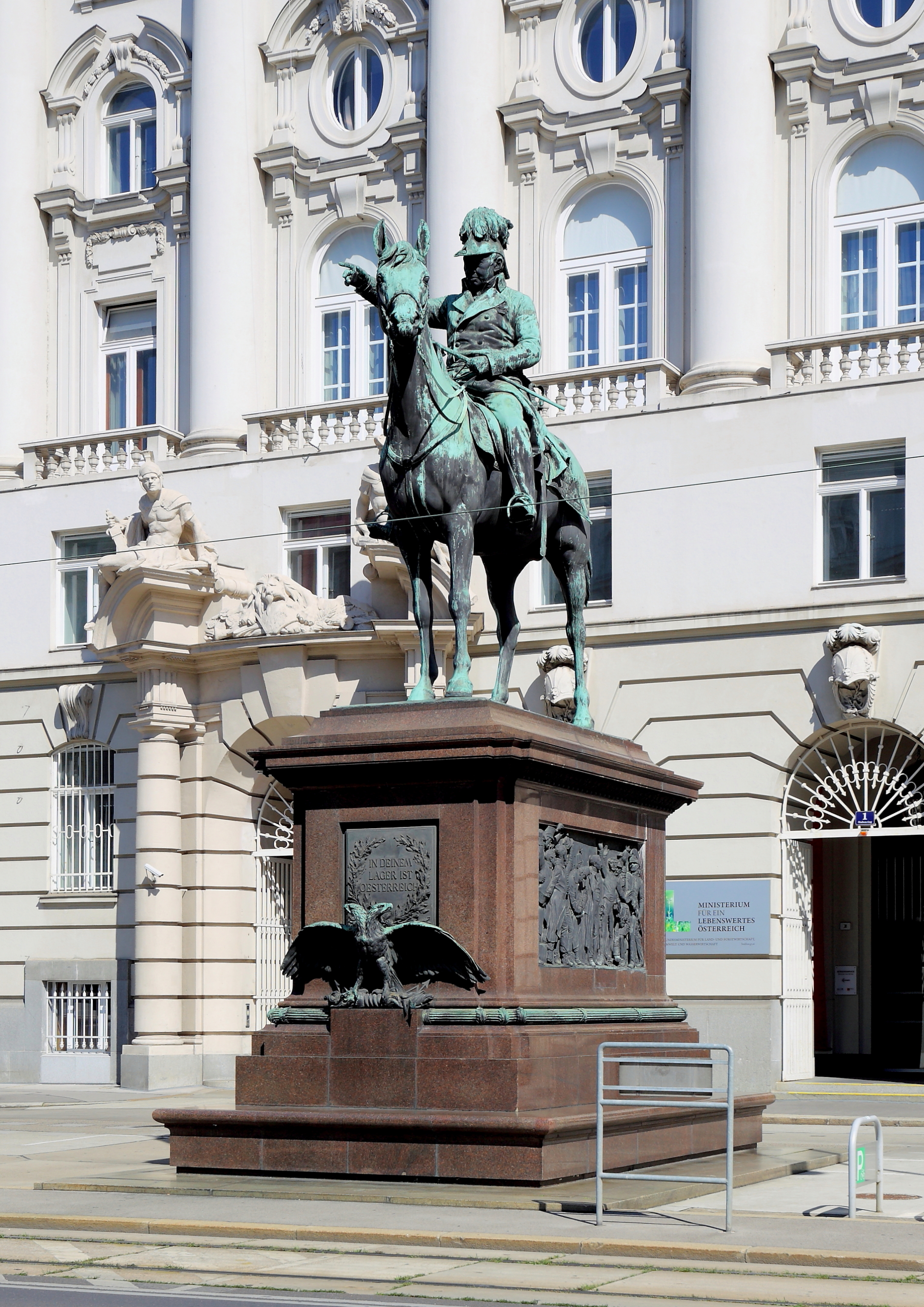
Radetzky-Reiterstandbild vor dem ehemaligen Kriegsministerium in Wien

## Handlung
Die Geschichte zeigt Episoden aus dem Leben des bereits recht alten Oberbefehlshabers des österreichischen Heeres Radetzky, zur Zeit seiner erfolgreichen Italien-Feldzüge 1848/49. Italienische Verschwörer haben sich zusammengerottet, um Radetzky zu ermorden. Mit dem Anschlag wird die gerade in Wien gastierende italienische Operndiva Giulia Fassotti betraut, die in demjenigen Schloss untergebracht wurde, in dem auch Radetzky und sein Stab ihr Quartier aufgeschlagen haben. Mit Opium in einem Weinglas beim intimen Tête-à-Tête setzt die Sängerin denjenigen Wachoffizier, Lorenz Hauser, schachmatt, der vor Radetzkys Gemach zum Schutz des Generalissimus postiert wurde. Beim Offizier entdeckt sie jedoch einen Brief, den sie als Pfropfen für die Pistole, eine Art Schalldämpfer, anwenden will. Diesem Schreiben entnimmt Signorina Fassotti, dass ihr Geliebter Mario Gallone, an dessen Stelle sie dieses Attentat begehen sollte und den sie eigentlich zu heiraten gedachte, vor der Eheschließung mit einer Anderen stehe. Die Diva fängt laut zu schluchzen an. Vater Radetzky, der noch wach im Bett liegt, hört das Geräusch und kommt vor die Tür. Der Alte erkennt zwar die finstere Absicht der Italienerin und macht ihr Vorhaltungen, zeigt anschließend aber auch die sprichwörtliche Güte, für die Radetzky vom Volk stets geliebt wurde: Ihr die Mordabsicht verzeihend, lässt Radetzky die junge Frau ziehen und geleitet sie sogar an den soldatischen Posten vorbei ins Freie.
Neben dieser Hauptepisode steht noch ein weiterer Handlungsstrang, der unmittelbar im Zusammenhang mit der zuvor erzählten Geschichte steht. Dargelegt wird die Liebesgeschichte des zuvor erwähnten österreichischen Wachoffiziers Hauser, einstmals ein Klavierlehrer, und Annerl Planinger, demjenigen braven Mädchen aus dem einfachen Volke, das Fassottis Geliebter, ein Kriegsspekulant und gewissenloser Hasardeur, laut Brief heiraten wollte. Der Italiener hatte zuvor Leonhard Planinger, den Vater des Mädchens, zugrunde gerichtet, um im Anschluss daran Annerl Planinger zur Eheschließung mit ihm zu zwingen. Von Feldmarschall Radetzky nach Wien entsandt, kommt der Wachoffizier gerade rechtzeitig, um Mario Gallone während der Hochzeitsgesellschaft als Hauptverschwörer gegen Radetzkys Leben festnehmen zu lassen. Radetzky sorgt dafür, dass Annerls Vater Leonhard Planinger aus dem beschlagnahmten Vermögen des italienischen Verschwörers entschädigt wird. Der alte Planinger ist nunmehr, anders als zuvor, auch bereit, die Hand seiner Tochter dem jungen Wachoffizier zu geben.

## Produktionsnotizen
Vater Radetzky entstand im Juli und August 1929 und wurde am 8. September desselben Jahres erstmals gezeigt. Massenstart war am 13. September 1929. Die Länge des mit Jugendverbot belegten Sechsakter betrug 2470 Meter.
Nikolaus Deutsch übernahm die Produktionsleitung, Willy Sturmfeld die Aufnahmeleitung. Die Filmbauten schuf Emil Stepanek.
Radetzky-Darsteller Karl Forest sagte zu seiner Rolle: „Für mich ist Vater Radetzky eine Herzensangelegenheit. Ich will einen österreichischen Feldherrn spielen, den Vater der Soldaten, wobei das Gewicht auf Vater liegt. Keinen schnarrenden, seine Generale anpfeifenden Generalissimus, keine Keßheit, sondern einen lieben alten Herrn, der in seinem Komißhirn noch sehr viel Unsoldatisches für den außerdienstlichen Gerbrauch aufgespeichert hält, um es von Zeit zu Zeit auch dienstlich, vielleicht zum Entsetzen der Erzherzöge, leuchten zu lassen und das Soldatenleben mit seltsam weichem Schein zu verbrämen.“

## Kritiken
Schon aufgrund des patriotischen Inhalts fand dieser Filmstoff in den österreichischen Blättern einen enormen, und zumeist positiven Nachhall. Nachfolgend mehrere Beispiele:
Die Österreichische Film-Zeitung schrieb: „Leiter läßt ein Stück Altösterreich vor uns erstehen, und er tut es mit einer Naturgetreue und Wärme, die vom ersten Bilde an den Zusammenhang zwischen dem Film und dem Beschauer herstellen. (…) Leiter bietet ganz ausgezeichnete Milieuschilderungen und bringt stets neue, überaus interessante und eindrucksvolle Ausschnitte. Ebenso wirkungsvoll wie die Umrahmung ist aber auch das Geschehenselbst, , das vielfach spannend, voll betonter jedoch niemals aufdringlich wirkender Innigkeit ist, und obgleich auf die Person des Helden konzentriert, auch die Vorgänge um denselben stets auf das wirksamste zur Geltung kommen läßt. (…) In Karl Forest fand die Figur des alten Radetzky einen Darsteller, dessen große Kunst es verstanden hat, dieselbe historisch getreu und in ihrer menschlichen Wesensart bemerkenswert eindringlich zu charakterisieren., ihr jene volkstümlichen Züge zu verleihen, die in Wirklichkeit den Feldmarschall zum ‚Vater Radetzky‘ der Oesterreicher gemacht haben“
Das Kino-Journal erinnerte: „Das Sujet des ‚Vater Radetzky‘ … bringt dem Zuschauer die edle Gestalt des populären Feldmarschalls menschlich nahe, und zwar hauptsächlich dadurch, daß wir ihn nicht so sehr als Politiker und Schlachtenlenker beobachten, sondern ihn als Menschenfreund kennen lernen, der die Liebenden vereint, und einem schönen Weibe, das als Spionin auf ihn einen Anschlag verübt, Leben und Freiheit schenkt.“
In Wiens Die Stunde, wo man daran erinnerte, dass Radetzky von Kaiser Ferdinand und von Fürst Metternich in den Revolutionsmonaten der Jahre 1848/49 bewusst auf kriegerische Missionen nach Italien geschickt wurde, weil man vermutete, dass der populäre Heerführer sich womöglich geweigert hätte, auf die eigenen, umstürzlerischen Landsleute daheim schießen zu lassen, war zu lesen: „Regisseur Karl Leiter hat den ‚Radetzky‘-Film mit viel Liebe und starkem Temperament inszeniert und er hat insbesondere die Gestalt Radetzkys szenisch herausgearbeitet. Daß sie zur Wirkung gelangt, ist ein Verdienst des Darstellers der Titelrolle, Karl Forest, der mit feinster Charakterisierung einen braven und aufrechten ‚Radetzky‘ verkörpert und ihn zur dominierenden Figur des Films macht. Außer Forest ist noch Agnes Esterhazy als italienische Sängerin jene Darstellerin, die ihre Rolle wirksam verstärkt.“